# HarmoKnight
HarmoKnight är ett rytm-plattformsspel utvecklat av Game Freak och utgivet av Nintendo till Nintendo 3DS. Spelet släppts i Japan september 2012 och internationellt mars 2013.
HarmoKnight handlar om en ung pojke som heter Tempo när han reser genom olika nivåer. Spelmekanikerna är begränsat till två knappar, B-knappen för att hoppa och A-knappen för att svänga Tempos stav. Målet med varje nivå är att samla så många noter som möjligt genom att utföra dessa åtgärder i takt med musiken.